# Liste der Kulturgüter in Walzenhausen
Die Liste der Kulturgüter in Walzenhausen enthält alle Objekte in der Gemeinde Walzenhausen im Kanton Appenzell Ausserrhoden, die gemäss der Haager Konvention zum Schutz von Kulturgut bei bewaffneten Konflikten, dem Bundesgesetz vom 20. Juni 2014 über den Schutz der Kulturgüter bei bewaffneten Konflikten sowie der Verordnung vom 29. Oktober 2014 über den Schutz der Kulturgüter bei bewaffneten Konflikten unter Schutz stehen.
Objekte der Kategorie A sind im Gemeindegebiet nicht ausgewiesen, Objekte der Kategorie B sind vollständig in der Liste enthalten, Objekte der Kategorie C fehlen zurzeit (Stand: 1. Januar 2023). Unter übrige Baudenkmäler sind zusätzliche Objekte zu finden, die gemäss Angaben des kantonalen Denkmalschutzes als kommunale Kulturobjekte eingestuft wurden und nicht bereits in der Liste der Kulturgüter enthalten sind.

## Kulturgüter
| Foto |                                                                       | Objekt                                     | Kat. | Typ | Standort                         | Beschreibung |
| ---- | --------------------------------------------------------------------- | ------------------------------------------ | ---- | --- | -------------------------------- | --- |
| ja   | Datei hochladen · Wikidata zu Bauernhaus (Q29651506)                  | Bauernhaus KGS-Nr.: 00568                  | B    | G   | Ledi 643 762602 / 257396         | Bauernhaus, 17. Jh., mit Rillenfriesen, mit durch Halbrundstäben und Hohlkehlen feingliedrig profilierten Pfettenköpfen und -konsolen wie auch mit markanten seitlichen Zierbrettern an den Ladenschössen der drei Estrichfenster. Ostwärts gerichtete Giebelfront mit symmetrischem Satteldach. Reihenfenster. An der Südseite ein traufständiger Wohnanbau. «Stadel» an der Rückseite in gleicher Giebelstellung wie das Wohnhaus («Gadenhaus»). Am ersten Obergeschoß Mondglasscheiben. Im Inneren zwei altertümliche Türgerichte. |
| ja   | Datei hochladen · Wikidata zu Reformierte Kirche (Q29651545)          | Reformierte Kirche KGS-Nr.: 00569          | B    | G   | Dorf 111 763346 / 257814         | Reformierte Kirche, 1638; 1764 Neubau Heim und Glockenstube durch Johannes Grubenmann. Klassizismus Umgestaltung 1884, Innenraumgestaltung 1927, farbige Decke, unverfälschtes Zeugnis der Dekorationsmalerei in der Schweiz. Innenrenovierung 1962-1963. 1998-1999 sorgfältige restauriert von Huldi Schreiber mit Einbau von abtrennbarem Raum für profane und kirchliche Nutzung mit Nebenräumen. Neue Vorhalle, architektonisch schlichte Lösung aus Glas und Metall. |
| ja   | Datei hochladen · Wikidata zu Doppelbauernhaus (Q29651517)            | Doppelbauernhaus KGS-Nr.: 00570            | B    | G   | Leuchen 426, 427 765287 / 256932 | Zwei Bauernhäuser, 17. Jh., mit den «Stadeln» in Gegenstellung zueinander. Beide Häuser mit Rillenfriesen an der sonnengebräunten, nur am unteren Wohngeschoss getäferten Front. Das erste, größere mit einem unverschalten Klebdach über den Reihenfenstern des ersten Obergeschosses. Darüber ursprüngliche schwenkbare Tafelläden. |
| ja   | Datei hochladen · Wikidata zu Ferggerhaus (Q29651537)                 | Ferggerhaus KGS-Nr.: 11510                 | B    | G   | Almendsberg 580 762633 / 258057  | Ferggerhaus, wohl zweite Hälfte 17. Jh. Fronttäfer, durch vier ionische Pilaster gegliedert, die mit Rauten und Sternen besetzt sind, 19. Jh. An der Stelle des 1899 neu erbauten frei stehenden «Stadels» seit 1973 ein Lagerhaus. |
| ja   | Datei hochladen · Wikidata zu Ehemaliger Rebbauernhof (Q29651535)     | Ehemaliger Rebbauernhof KGS-Nr.: 11511     | B    | G   | Almendsberg 585 762605 / 258178  | |
| ja   | Datei hochladen · Wikidata zu Bauernhaus (Q29651493)                  | Bauernhaus KGS-Nr.: 11513                  | B    | G   | Fromsenrüti 780 761417 / 256959  | |
| ja   | Datei hochladen · Wikidata zu Bäuerliches Fabrikantenhaus (Q29651481) | Bäuerliches Fabrikantenhaus KGS-Nr.: 11514 | B    | G   | Gebert 842 762634 / 256448       | |
| ja   | Datei hochladen · Wikidata zu Doppelwohnhaus (Q29651524)              | Doppelwohnhaus KGS-Nr.: 11516              | B    | G   | Grusegg 319, 320 763370 / 256871 | |
| ja   | Datei hochladen · Wikidata zu Bauernhaus (Q29651502)                  | Bauernhaus KGS-Nr.: 11517                  | B    | G   | Held 787 761455 / 256696         | Bauernhaus. In die Balkenwand des Giebelfeldes eingeschnitzt: «1646» und «MBK.HBZ». Strickwand der Front mit Rillenfriesen. |
| ja   | Datei hochladen · Wikidata zu Bauernhaus mit Torkel (Q29651514)       | Bauernhaus mit Torkel KGS-Nr.: 11519       | B    | G   | Leuchen 448, 450 764865 / 256966 | Nr. 448: Hof seit etwa 1612/13 im Besitz der gleichen Familie Niederer, die Ratsherren und Hauptleute hervorbrachte. Bauernhaus, 17. Jh., mit ostwärts gerichteter Giebelfront. Am Kellereingang ein rundbogiges Sandsteingewände mit der Jahreszahl «1749». Über dem Treppenaufgang des «Schopfs» Deckenmalerei, zweite Hälfte 18. Jh. Verkleidung der Dachuntersicht mit gesägten Zweipässen. Im Inneren zahlreiche altertümliche Türgerichte mit kielbogig geschnitzten Stürzen, teilweise mit den ursprünglichen Türen aus der Bauzeit. Nördlich des langen «Stadels» ein steinernes Giebelhaus. Nr. 449: Die in den 1870er Jahren erbaute Käserei. Im frei stehenden Torkel. Nr. 450: In die Balkenwand eingeschnitzt eine Inschrift von 1712 mit Preisangaben für Rot- und Weißwein, der am Steilhang des benachbarten Gupf bis etwa 1912 kultiviert worden ist. |
| ja   | Datei hochladen · Wikidata zu Doppelbauernhaus (Q29651520)            | Doppelbauernhaus KGS-Nr.: 11520            | B    | G   | Rüti 684, 685 762352 / 256953    | Doppelwohnhaus mit an der Rückseite in gleicher Giebelstellung angefügtem «Stadel» («Gadenhaus»). An der Strickwand der Front Rillenfriese. An der Front der südlichen Haushälfte seitliche Zierbretter, Überrest einer Täferung des 18. Jahrhunderts. |
| ja   | Datei hochladen · Wikidata zu Ehemalige Mühle (Q29651527)             | Ehemalige Mühle KGS-Nr.: 11521             | B    | G   | Sägentobel 551 762711 / 258002   | Ein ostwärts gerichtetes, nur viergeschossiges Giebelhaus mit sehr hohem Sockelgeschoss, mit leicht geschweiften Pfettenkonsolen und seitlichen Zierbrettern am vierteiligen Fensterwagen der Firstkammer. Südseits anstelle eines «Stadels» ein überhöhter traufständiger Wohnanbau. |
| ja   | Datei hochladen · Wikidata zu Heidenhaus (Q29651540)                  | Heidenhaus KGS-Nr.: 11522                  | B    | G   | Sattel 712 762158 / 257358       | |
| ja   | Datei hochladen · Wikidata zu Bauernhaus (Q29651509)                  | Bauernhaus KGS-Nr.: 11523                  | B    | G   | Schurtanne 829 762394 / 256482   | |
| ja   | Datei hochladen · Wikidata zu Wohnhaus (Q29651548)                    | Wohnhaus KGS-Nr.: 11524                    | B    | G   | Schutz 633 762502 / 258483       | |
| ja   | Datei hochladen · Wikidata zu Bauernhaus (Q29651489)                  | Bauernhaus KGS-Nr.: 14917                  | B    | G   | Fuchsloch 525 763743 / 257672    | |
| ja   | Datei hochladen · Wikidata zu Bauernhaus (Q29651491)                  | Bauernhaus KGS-Nr.: 14918                  | B    | G   | Leuchen 422 765175 / 256907      | Bauernhaus, 17./18. Jh. Im Inneren eine zweifeldrige klassizistische Feuerwand mit lateinischer Kursivinschrift: «Johann Virich Würzer/Elisabeth Künzler 1831» in einem Lorbeerkranz zwischen zwei von Vasen bekrönten kannelierten Säulen im oberen Feld und mit einer bekränzten Vase zwischen zwei ovalen Rosetten im unteren Feld. Aus der gleichen Zeit zwei vierfeldrige Stubentüren aus Nussbaumholz. |
| ja   | Datei hochladen · Wikidata zu Bauernhaus (Q29651512)                  | Bauernhaus KGS-Nr.: 14919                  | B    | G   | Leuchen 429 765259 / 256937      | |
| ja   | Datei hochladen · Wikidata zu Bauernhaus (Q29651486)                  | Bauernhaus KGS-Nr.: 14921                  | B    | G   | Schurtanne 831 762359 / 256385   | |
| ja   | Datei hochladen · Wikidata zu Ehemalige Mühle (Q29651530)             | Ehemalige Mühle KGS-Nr.: 14922             | B    | G   | Ledi 645 762654 / 257420         | 1742 als Mahlmühle mit einem Wassersammler (Weiher) für Hauptmann Bartlime Geiger (Giger) erbaut. Um die Mitte des 19.Jahrhunderts mit einer Beimühle versehen. Auch Wirtschaft und Bäckerei zum Gemsli, dessen Schild noch lange erhalten blieb. Seit etwa 1852 bis 1939 Zwirnerei. Ein fünfeinhalbgeschossiges Giebelhaus. Über den Reihenfenstern drei weit ausladende, verschalte Klebdächer. A jour ausgesägte, barock profilierte Pfettenkonsolen (frühes Beispiel), Stichbalken an den unteren Zwischenpfetten. Schindelschirm auch an der Front (19. Jh.). An der Rückseite zudem Abwürfe und barock geschweifte Seitenbretter. Im Schlussstein des rechteckigen Sandsteinportals eine Brezel in Relief. In der Stube des ersten Obergeschosses ein eigenartiges Büffet mit vielen Schubladen aus Nussbaumholz, wohl Anfang 19. Jh. Im Radschacht des Kellergeschosses ein oberschlächtiges hölzernes Wasserrad, Durchmesser zirka 4 m, in einem Kellerraum das daran angeschlossene Getriebe mit großem hölzernem Kammrad. |
| ja   | Datei hochladen · Wikidata zu Ehemalige Zwirnerei (Q29651532)         | Ehemalige Zwirnerei KGS-Nr.: 14923         | B    | G   | Lachen 741 761970 / 256798       | Erbaut 1835, mit Wasserrad von 7 Meter Durchmesser, 1902. Zeuge der einheimischen Textilindustrie um 1900 (in Walzenhausen 14 Zwirnereien zur Herstellung von Garn für Rideauxfabrikation). |
| ja   | Datei hochladen · Wikidata zu Kloster Grimmenstein (Q1346202)         | Klostergebäude KGS-Nr.: 14924              | B    | G   | Grimmenstein 2 763933 / 256980   | Kapuzinerinnenkloster St. Ottilia. Innerrhodische Exklave. Als Beginenhaus 1378 erwähnt, 1424 an die heutige Stelle verlegt; 1609 Annahme der Kapuzinerinnenreform. Bautätigkeiten 1669-1771, barocker Klosterneubau 1723ff., Anlage mit drei Konventflügeln Süd-, Ost- und Nord-Seite und Kirche nach Nord-Osten gerichtet, über West-Front des Klosters vorstossend. Hauptschmuck der Kirche drei schöne barocke Knorpelstilaltäre von 1672; Gemälde von Johann Sebastian Hersche vereinigen hochbarocke oberitalien., flämische und spanische Tendenzen; passim Stuckaturen von 1728. Neubau klassizistisch Beichtigerhaus im Westen, 1831. Renovierte Anlage 1955 von Albert Bayer; Schwesternchor 1956 angebaut mit Glasfenstern von Johann Albert Schenker. Innenrenovierung Klosterkirche 1998 durch Willy Faisst & Bernhard Vorburger. |

## Übrige Baudenkmäler
| ID  | Foto |                                                                        | Objekt                     | Typ | Standort                   | Beschreibung |
| --- | ---- | ---------------------------------------------------------------------- | -------------------------- | --- | -------------------------- | ------------ |
| 45  | ja   | Datei hochladen · Wikidata zu Hotel Walzenhausen (Q130287506)          | Hotel Walzenhausen         | G   | Dorf 45 763043 / 257892    |              |
| 97  | ja   | Datei hochladen · Wikidata zu Wohn- und Geschäftshaus (Q130287603)     | Wohn- und Geschäftshaus    | G   | Dorf 97 763230 / 257826    |              |
| 109 | BW   | Datei hochladen                                                        | Haus                       | G   | Dorf 109 763312 / 257774   |              |
| 110 | ja   | Datei hochladen · Wikidata zu Wohnhaus (Q130304508)                    | Wohnhaus                   | G   | Dorf 110 763320 / 257804   |              |
| 112 | ja   | Datei hochladen · Wikidata zu Pfarramt (Q130304850)                    | Pfarrhaus                  | G   | Dorf 112 763355 / 257776   |              |
| 113 | ja   | Datei hochladen · Wikidata zu Rheinburg (Q130310101)                   | Rheinburg                  | G   | Dorf 113 763376 / 257826   |              |
| 152 | BW   | Datei hochladen                                                        | Haus                       | G   | Stich 152 763460 / 257710  |              |
| 692 | ja   | Datei hochladen · Wikidata zu Fabrikantenhaus (Q130311217)             | Fabrikantenhaus            | G   | Moos 692 762364 / 257155   |              |
| 749 | ja   | Datei hochladen · Wikidata zu Haus (Q130311777)                        | Haus                       | G   | Lachen 749 761882 / 256680 |              |
| 766 | ja   | Datei hochladen · Wikidata zu Ehemals Gasthaus zum Säntis (Q130311804) | Ehemaliges Gasthaus Säntis | G   | Lachen 766 761754 / 256707 |              |

Legende: Siehe Legende der Liste der Kulturgüter von nationaler und regionaler Bedeutung. Anstelle der KGS-Nummer wird als Objekt-Identifikator (ID) die Gebäudenummer der kantonalen Denkmalpflege angegeben.